# Hawaii labdarúgó-válogatott
A Hawaii labdarúgó-válogatott a jelenleg az Amerikai Egyesült Államok fennhatósága alatt álló Hawaii-szigetek népét képviselni hivatott nemzeti csapat. Nem áll kapcsolatban a FIFA-val, a CONCACAF-al vagy az OFC-vel, ezért nem vehet részt a FIFA labdarúgó-világbajnokságon, és nem versenyezhet a CONCACAF-aranykupaért vagy az OFC-nemzetek kupájáért. Ehelyett a ConIFA része, annak versenyein szerepel.

## Történelem
A Hui Kanaka Pōwāwae (Hawaii Labdarúgó Szövetség) 2019. november 28-án csatlakozott az Állam Nélküli Népek Labdarúgó-szövetségéhez, a Hawaii nemzetállam szuverenitásra hivatkozva.

## Fordítás
- Ez a szócikk részben vagy egészben  a   Hawaiʻi national football team című angol Wikipédia-szócikk ezen változatának fordításán alapul.  Az eredeti cikk szerkesztőit annak laptörténete sorolja fel. Ez a jelzés csupán a megfogalmazás eredetét és a szerzői jogokat jelzi, nem szolgál a cikkben szereplő információk forrásmegjelöléseként.